# Cadettencorps
Het Cadettencorps is de vereniging voor cadetten van de Koninklijke Landmacht, Koninklijke Luchtmacht en Koninklijke Marechausee die worden opgeleid aan de Koninklijke Militaire Academie. Het Cadettencorps is een traditioneel studentencorps.

## Geschiedenis
Het Cadettencorps is in 1879 ontstaan met de cadettensociëteit op de Grote Markt van Breda, opgericht voor cadetten om de zware tucht op de academie te ontlopen. Het doel was toen om hiermee bij te dragen aan de saamhorigheid en kameraadschap onder de leden en gelegenheid te bieden voor ontspanning en recreatie. Het jaar 1898 wordt als officieel oprichtingsjaar beschouwd, omdat vanaf toen de senaat onafgebroken als hoogste orgaan van het Cadettencorps heeft gefunctioneerd.
In de loop der tijd kreeg de vereniging ook ten doel de cadetten voor te bereiden op het officiersschap en creëerde het een veilige leeromgeving voor de leden, om te werken aan leidinggevende- en organisatorische vaardigheden. Met deze doelstellingen speelt het Cadettencorps een grote rol in de persoonsvorming op de KMA, naast de militaire- en de academische vorming van de aspirant-officieren.

## Verenigingsstructuur
Het Cadettencorps is hiërarchisch opgebouwd en bestaat uit de senaat, middenkaderverenigingen en onderverenigingen.
De Senaat is het hoogste bestuursorgaan van het Cadettencorps. De senaat is verantwoordelijk voor het dagelijkse bestuur van het Corps en houdt zich voornamelijk bezig met beleid, zowel op korte als lange termijn. De algemene taken van de senaat zijn in de eerste plaats het behartigen van de belangen van het Cadettencorps en haar leden zowel intern als extern. Verder houdt zij onder andere de planning en  financiën bij, plus vervult zij een belangrijke rol met de chef du protocol in het bewaken en behouden van tradities, waarden en normen.
Direct onder de senaat vallen de middenkaderverenigingen, zij zijn verantwoordelijk voor het uitvoeren en uitdragen van het door de senaat gestelde beleid. Voorbeelden hiervan zijn: het cadetten sociëteitsbestuur, de sportcommissie, de raad van tucht, de wapenraad en de assautcommissie.
Onder de middenkaderverenigingen vallen de onderverenigingen. Een ondervereniging met landelijke bekendheid is CVV Velocitas, deze voetbalvereniging, die in 1900 de beker won valt onder de sportcomissie. Andere voorbeelden van onderverenigingen zijn de wapen- en dienstvakverenigingen welke onder de wapenraad vallen.
Daarnaast kent het corps een systeem van corpsfamilies dit is de verticale structuur binnen het Cadettencorps. Nieuwe leden worden ingedeeld in een familie van zowel cadetten als alumni van de KMA.